# Шарчино (Новосибирская область)
Шарчино — село в Сузунском районе Новосибирской области России. Административный центр Шарчинского сельсовета.

## География
Площадь села — 78 гектаров.

## Население
| 2002 | 2007 | 2010 |
| ---- | ---- | ---- |
| 860  | ↗864 | ↘731 |

## Инфраструктура
В селе по данным на 2007 год функционируют 1 учреждение здравоохранения и 1 учреждение образования.